# Jean-Marc Roudinesco
Jean-Marc Roudinesco (1932 – 2001) was een Frans bridgespeler. Hij was lid van het Franse nationale bridgeteam en nam met het Franse team tweemaal deel aan de Bermuda Bowl en Europees kampioen in 1966 en 1970.
In het biedsysteem is een variatie bekend als "2♣ Roudi". Deze biedwijze werd door hem ontworpen om bij de partner hetzij de schoppenlengte, hetzij de hartenlengte te ontdekken. Hij schreef enkele boeken over bridge.
Roudinesco was aangesloten bij de Rijselse bridgeclub in Wasquehal.